# Ou Ta Ki (gmina)
Ou Ta Ki – gmina (khum) w zachodniej Kambodży, w prowincji Bătdâmbâng, w dystrykcie Thma Koul. Stanowi jedną z 10 gmin dystryktu.

## Miejscowości
Na obszarze gminy położonych jest 8 miejscowości:
- Kakaoh
- Ou Ta Ki
- Popeal Khae
- Prey Dach
- Prey Totueng
- Trang
- Tras
- Veal Trea